# Lady Jane (pel·lícula)
Lady Jane és una pel·lícula romàntica britànica de 1986, dirigida per Trevor Nunn, escrita per David Edgar, i protagonitzada per Helena Bonham Carter com a personatge principal. Explica la història de Jane Grey, el seu matrimoni amb Guildford Dudley i el seu regnat com a "Reina dels nou dies" després de la mort d'Eduard VI d'Anglaterra.
La història s'havia convertit anteriorment en una pel·lícula de 1936, Tudor Rose, i una pel·lícula muda de 1923, Lady Jane Grey; Or, The Court of Intrigue.

## Argument
La mort d'Enric VIII d'Anglaterra llança el seu regne al caos, ja que el seu successor, Eduard VI d'Anglaterra, és alhora menor d'edat i té mala salut. Anticipant la imminent mort del jove rei per tuberculosi i ansiós per mantenir Anglaterra fidel a la Reforma protestant mantenint la catòlica Princesa Maria fora del tron, John Dudley, 1r Duc de Northumberland, Lord President del Consell i segon només després del rei al poder, traça un pla per casar el seu segon fill, Lord Guildford, amb Jane Grey, i fes que el metge reial mantingui amb vida el jove rei Eduard VI, encara que amb un dolor insuportable, el temps suficient per fer que nomeni Jane la seva hereva.
La Jane no està contenta amb el matrimoni proposat, i els seus pares l'obliguen a través d'un càstig corporal. Al principi, Jane i Guildford tracten la seva unió com un matrimoni de conveniència, però més tard s'enamoren profundament.
Després de la mort del rei Eduard VI, Jane és col·locada al tron. Ella està preocupada per la qüestionable legalitat de la seva adhesió, però després de consultar amb Guildford, canvia la situació en John Dudley i els altres que pensaven utilitzar-la com a titella.
Després de només nou dies, però, el Consell de la reina Jane la abandona a causa dels seus dissenys per reformar el país. Aleshores, el Consell dona suport a Mary, que al principi empresona Jane i Guildford.
Consumit per la culpa, el pare de Jane, el duc de Suffolk, aixeca una rebel·lió per restaurar-la al tron, presumiblement en concert amb la Rebel·lió de Thomas Wyatt. Quan la rebel·lió fracassa, la reina Maria I s'ofereix a salvar la vida de Jane si renuncia a la seva fe protestant. Quan ella es nega, Jane, el seu pare i Guildford són executats.

## Repartiment
- Helena Bonham Carter com a Jane Grey
- Cary Elwes com a Guildford Dudley, el marit de Jane
- Jane Lapotaire com a reina Maria I d'Anglaterra
- Patrick Stewart com a Henry Grey, primer duc de Suffolk, el pare de Jane
- Sara Kestelman com a Frances Brandon, la mare de Jane
- Michael Hordern com a Doctor Feckenham
- John Wood com a John Dudley, primer duc de Northumberland
- Jill Bennett com a Sra. Ellen, dama de companyia
- Joss Ackland com a Sir John Bridges
- Ian Hogg com a Sir John Gates
- Richard Johnson com a Comte d'Arundel
- Warren Saire com a rei Eduard VI d'Anglaterra
- Lee Montague com a Renard, ambaixador espanyol
- Richard Vernon com el marquès de Winchester
- Adele Anderson com Lady Warwick
- Pip Torrens com a Thomas
- Matthew Guinness com a Doctor Owen
- Guy Henry com a Lord Robert Dudley
- W. Morgan Sheppard com a botxí

## Localitzacions
El Castell de Dover va ser utilitzat per representar la Torre de Londres a la pel·lícula. Es van utilitzar escenes interiors del Castell d'Hever a Kent. La Long Gallery es va utilitzar en l'escena on Jane visita la reina Maria. El fossat al voltant del Castell de Leeds, també a Kent, es va utilitzar en l'escena on Dudley visita per primera vegada Lady Jane. Es van rodar diverses escenes a Haddon Hall a Derbyshire. També es va utilitzar el castell i el fossat del Castell d'Herstmonceux a East Sussex, quan s'hi va localitzar a l'Observatori Reial de Greenwich.

## Recepció
A Rotten Tomatoes la pel·lícula té un índex d'aprovació del 56% basat en les ressenyes de 9 crítics.